# Верхняя Баранча

Памятник «Европа-Азия» неподалёку от посёлка

Верхняя Баранча — посёлок в Свердловской области России, административно подчинённый городу Кушве. Входит в Кушвинский муниципальный округ.
Ранее посёлок входил в состав Кедровского сельсовета города Кушвы.

## Географическое положение
Посёлок Верхняя Баранча расположен в 13 километрах (по автодороге в 14 километрах) к западу-юго-западу от города Кушвы, близ хребта Синие горы, у верховьев реки Баранчи, при впадении в неё нескольких мелких рек. В данной местности река Баранча вместе со впадающими в неё реками образует Верхнебаранчинский пруд. Посёлок раскинулся на восточном берегу пруда.
До ближайших городов Нижнего Тагила, Кушвы и посёлка Баранчинского идут дороги и ходят автобусы. Кроме того, через Верхнюю Баранчу проходит Серебрянский тракт — дорога до села Серебрянка и реки Чусовой. По Чусовой в XVIII—XIX веках сплавляли грузы.

## История

### Верхне-Баранчинский Завод
Первыми поселенцами посёлка стали рекруты из Шадринского, Ирбитского и Верхотурского уездов. Несколько семей переселились из Пензенской и Симбирской губерний. В 1806 году в этом месте был пущен Верхнебаранчинский завод — вспомогательный завод Кушвинского железоделательного завода. Из архивных данных следует, что казна строила здесь военный завод. Водяной поток плотины вращал колесо, трансмиссия передавала вращение на сверло, которым чистили и полировали стволы чугунных пушек. Завод был закрыт в 1865 году. В Верхней Баранче работали кирпичная, катальная и шпикарная печи. От завода остался лишь резервный Верхнебаранчинский пруд.
В 1861 году в селе было открыто училище, в начале XX века работали три торговые лавки и кузница. Жители села заготавливали для Гороблагодатских заводов дрова и жгли уголь. Иногда жители нанимались на золотые прииски. В посёлке пересекались два важных тракта: Кунгурский и Гороблагодатский.

## Иоанно-Зачатиевская церковь
В 1819 году составлена была смета на построение каменного храма, а в 1822 году через епархиальное начальство последовало разрешение Святейшего Синода на построение в Верхне-Баранчинском Заводе храма во имя зачатия Иоанна Предтечи; в 1824 году казною было выделено 17361 рублей 40 коп. ассигнациями. За недостаточностью этой суммы на построение храма, с жителей завода в течение 10 лет из заработной платы было вычтено 4430 рублей 97 коп. Однако закладка храма последовала только 4 мая 1844 года. В праздник Вознесения Господня, с благословения Высокопреосвященного Аркадия, Архиепископа Пермского и Верхотурского. Строительство шло в 1845—1851 годах. Освящение храма последовало 7 Февраля 1852 года, в четверг на сырной неделе. Храм был освящён по благословению Высокопреосвященного Архиепископа Пермского Неофита, благочинным, протоиереем Матфеем Суворовым. Храм каменный, однопрестольный. Иконостас в храме деревянный, столярной работы, украшен по местам резьбою. Он имел два става икон, весь вызолочен на полимент. Царские врата хорошей резной работы, устроены в особой, вдающейся в алтарь арке. Для помещения причта имелся церковный дом, а сам — причт состоял из священника и псаломщика.
Церковь была закрыта в 1938 году, и в настоящее время церковь не восстанавливается.

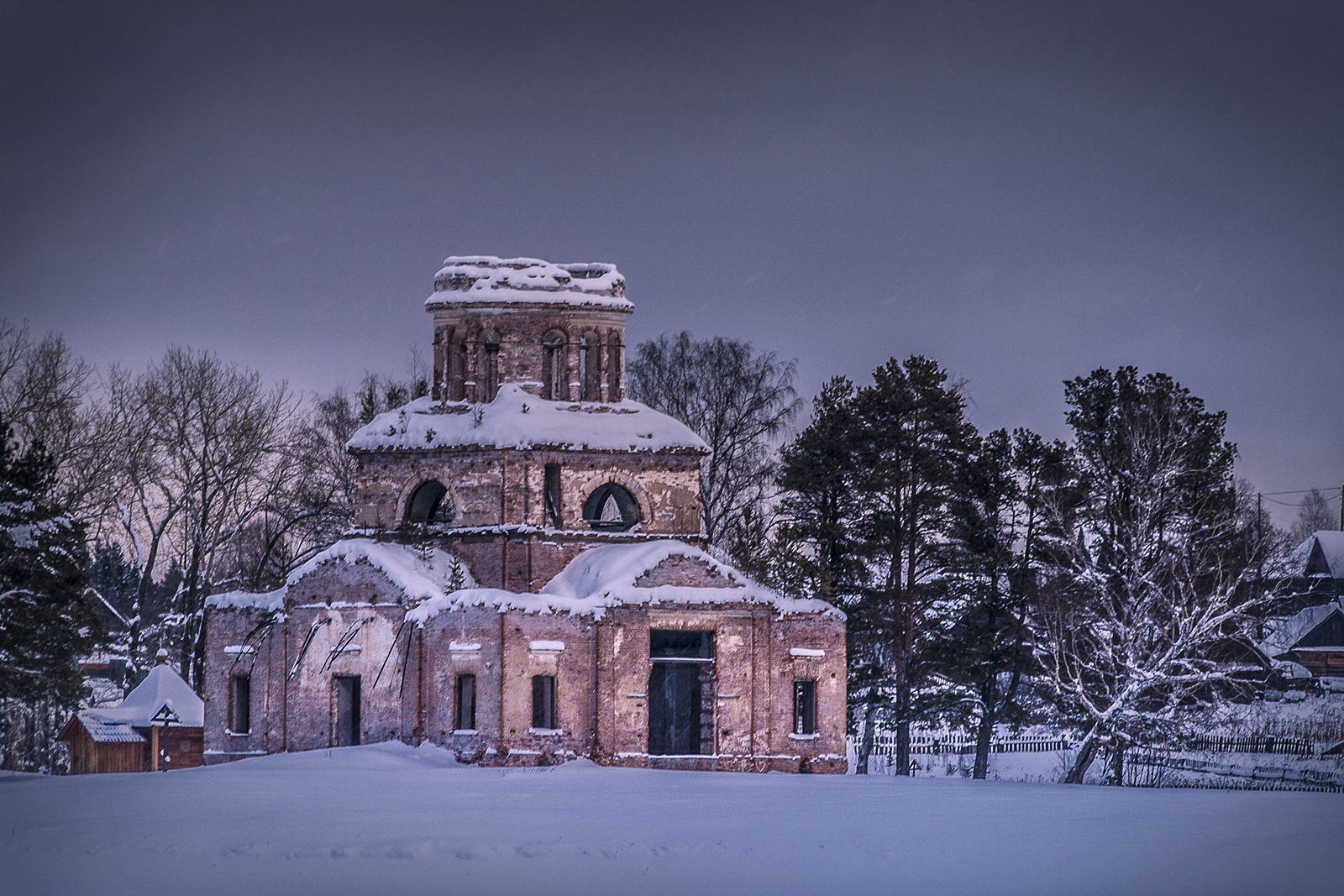
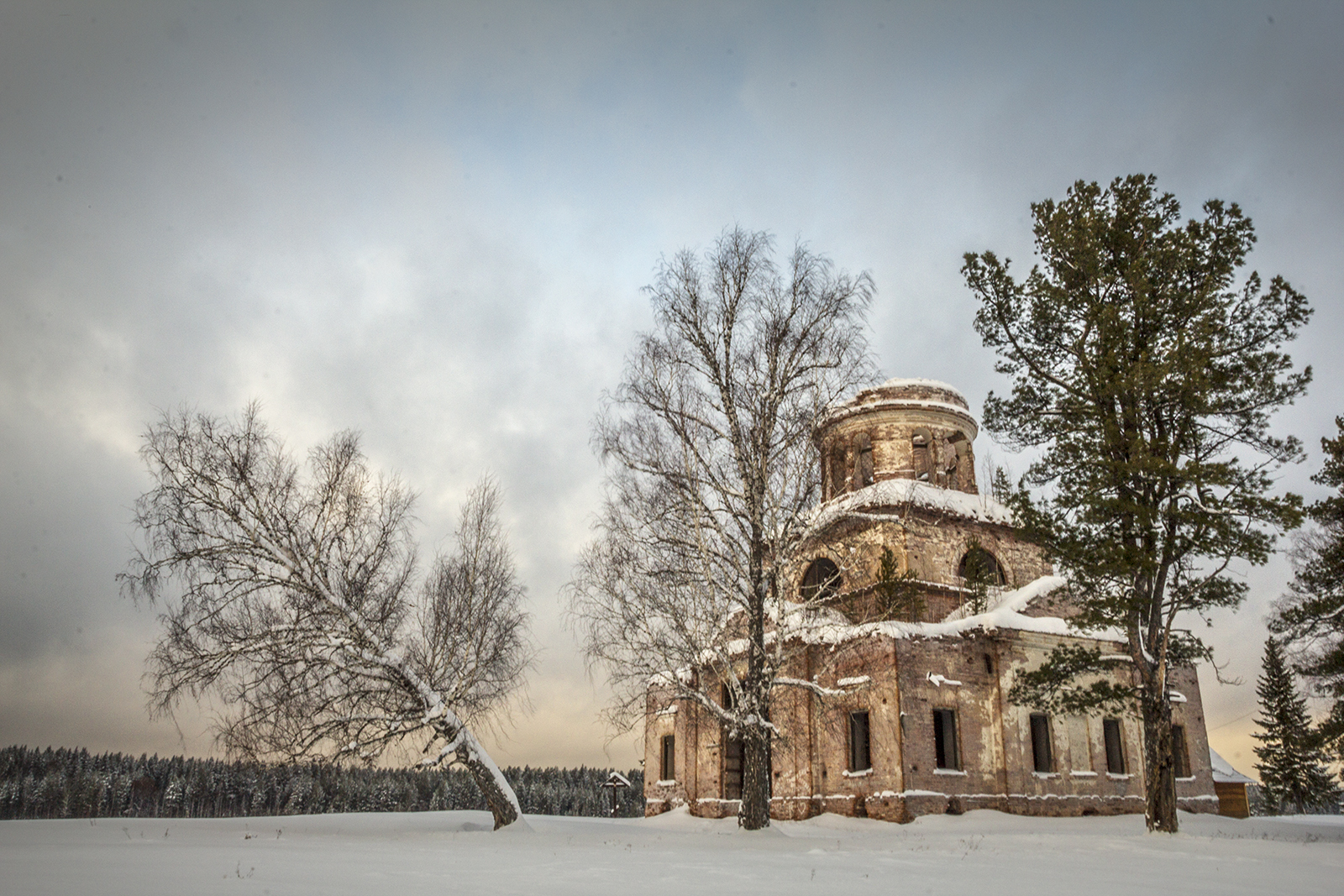
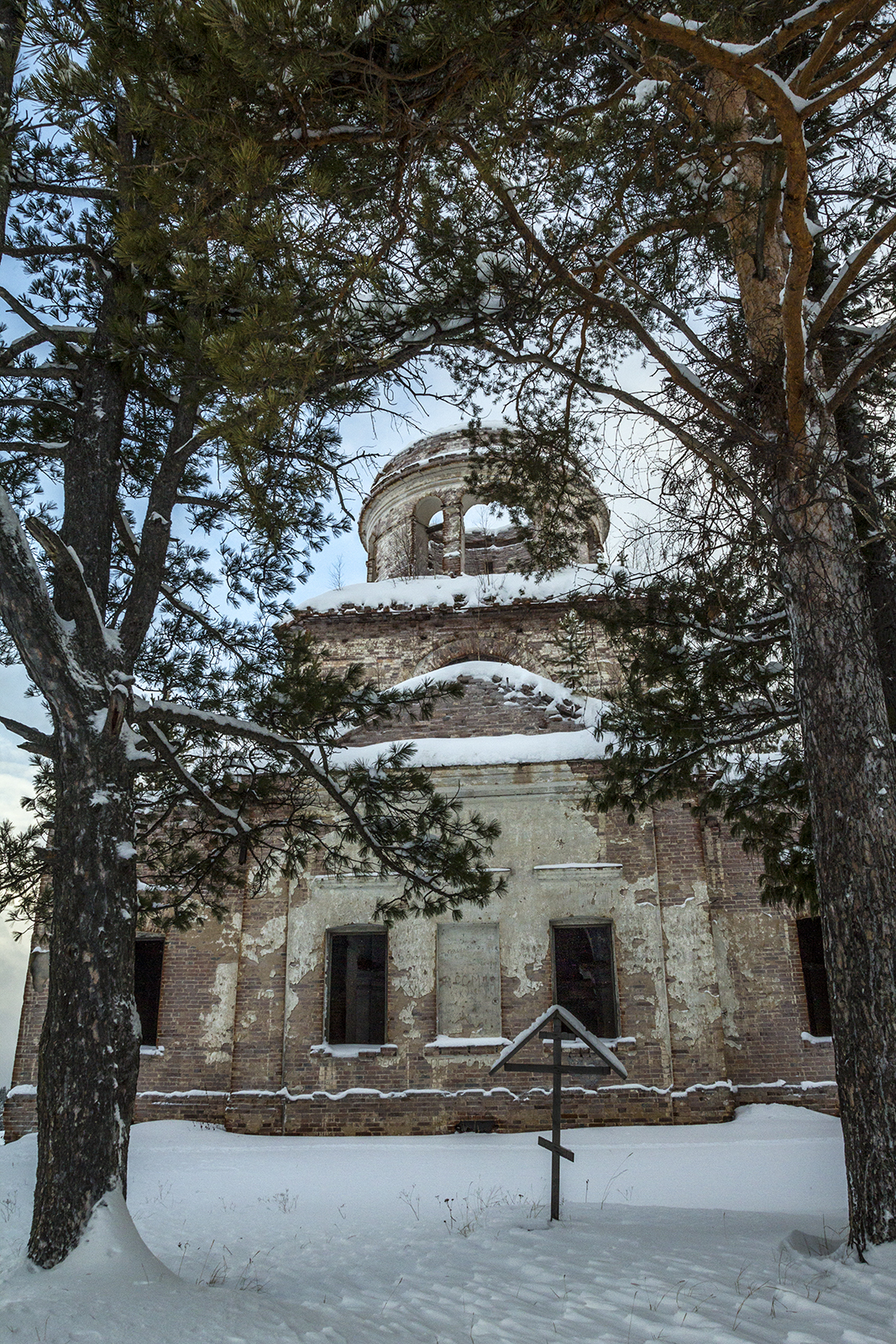
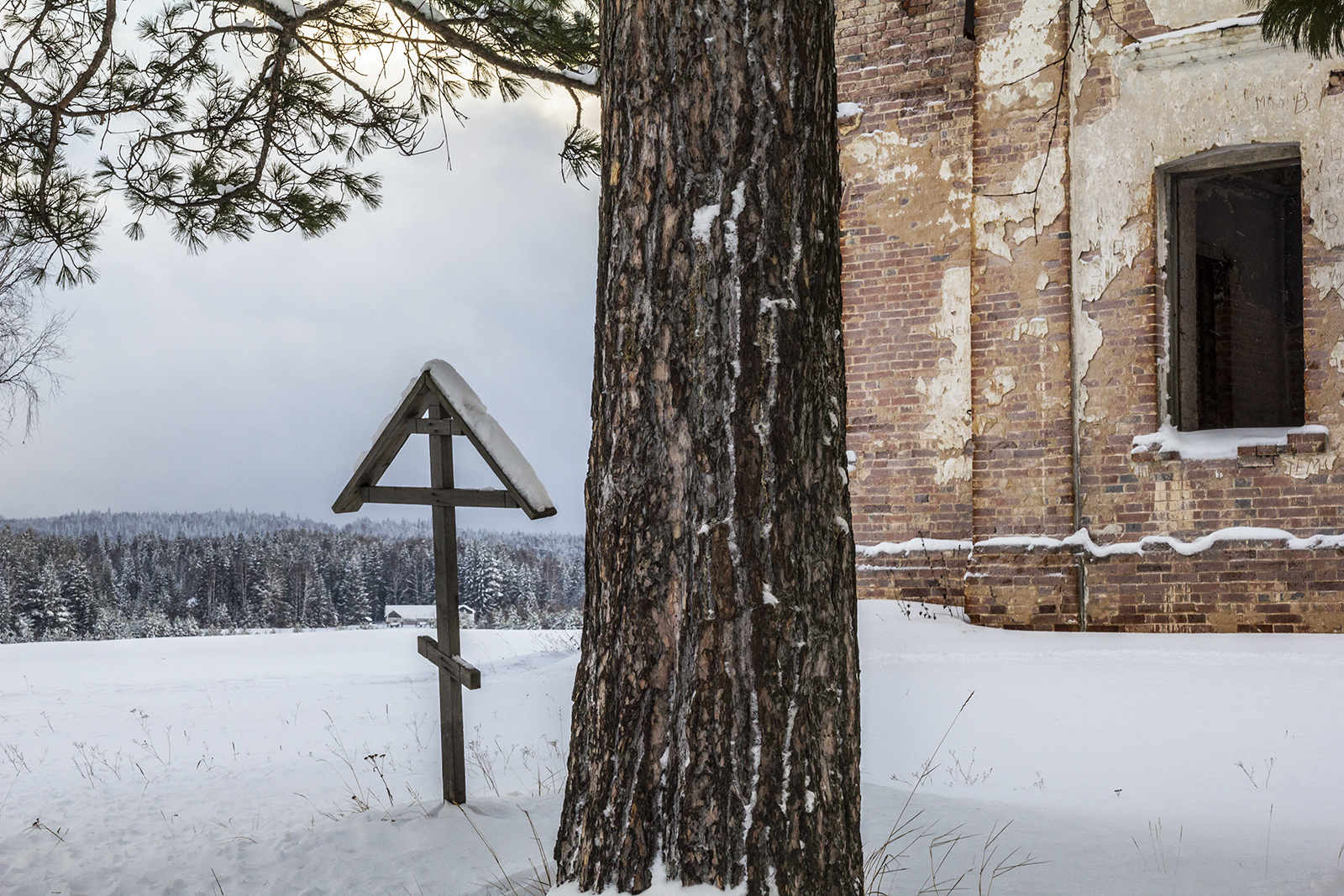
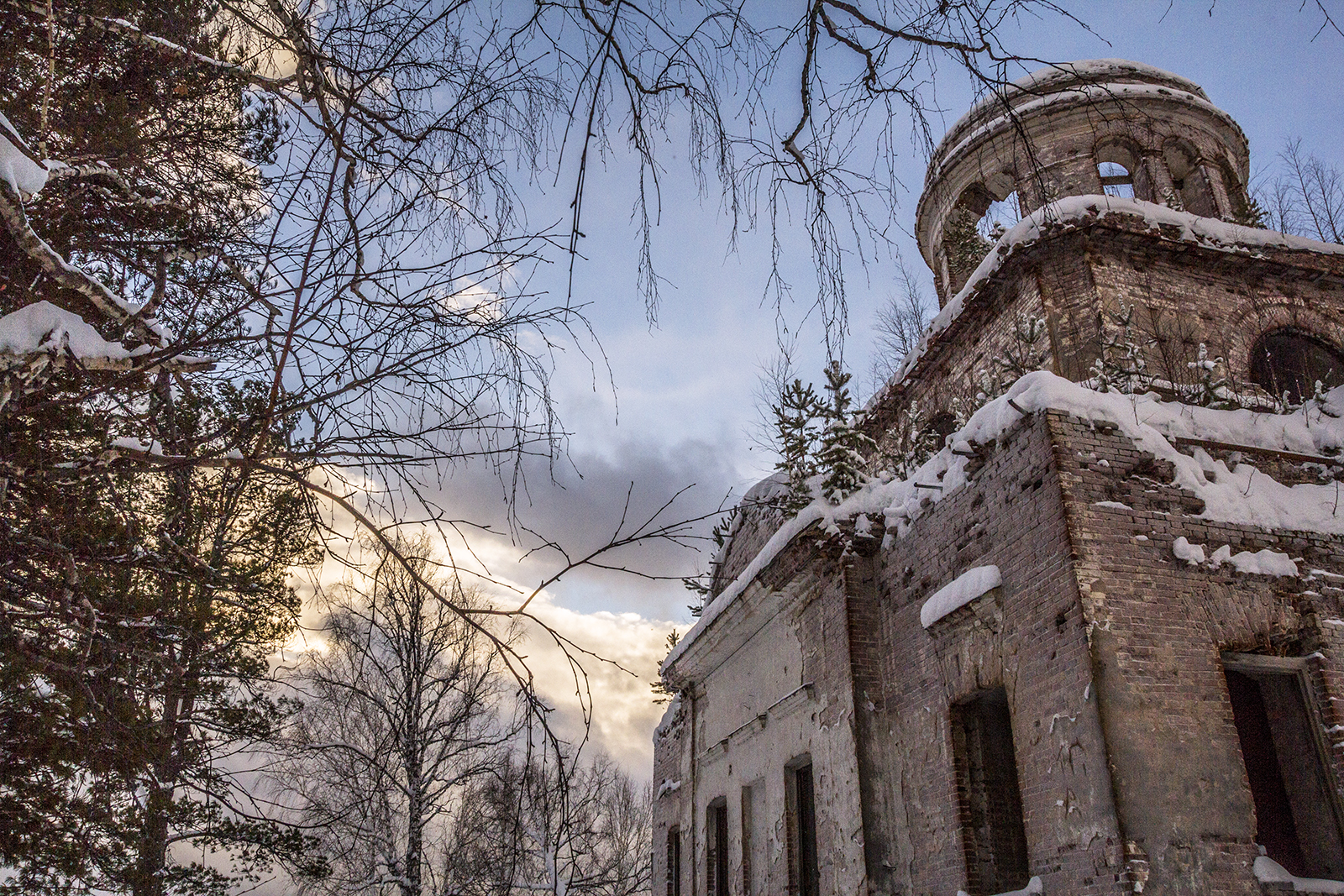
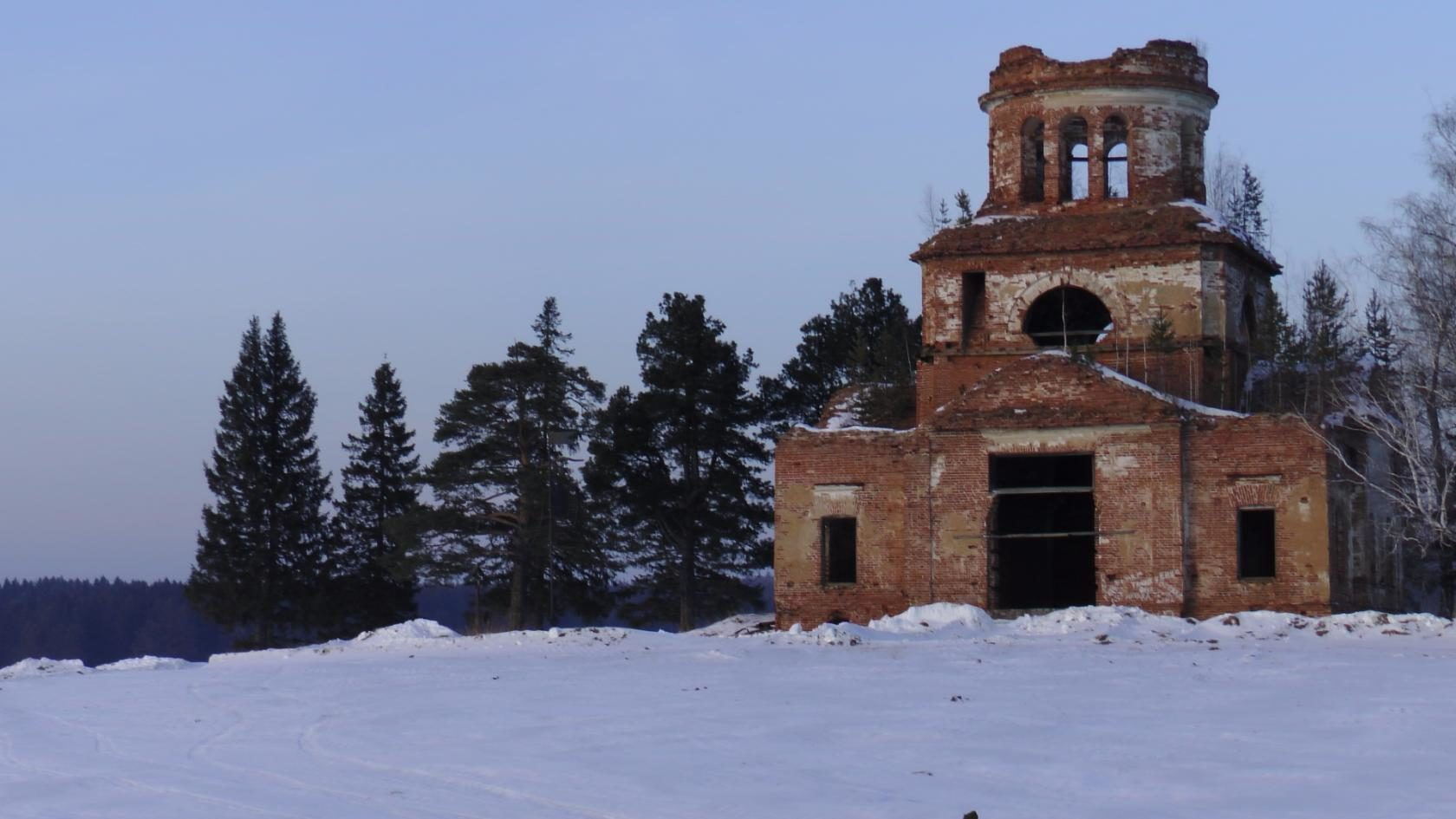

## Инфраструктура
В посёлке функционирует сельский клуб (досуговый центр), есть фельдшерский пункт, работает магазин, учреждено территориальное общественное самоуправление (Совет деревни). Рядом с разрушенной Ионно-Зачатиевской церковью находится небольшая действующая одноглавая деревянная часовня с церковной лавкой. Промышленных предприятий на территории посёлка нет, население занято фермерским хозяйством. Добраться до Верхней Баранчи можно только на частном автотранспорте из Кушвы и Баранчинского.
В девяти километрах к юго-западу от посёлка, на границе Европы и Азии, в 1868 году золотопромышленниками была установлена чугунная часовня высотой в 3,5 метра, отлитая на Нижнебаранчинском заводе.

## Достопримечательности

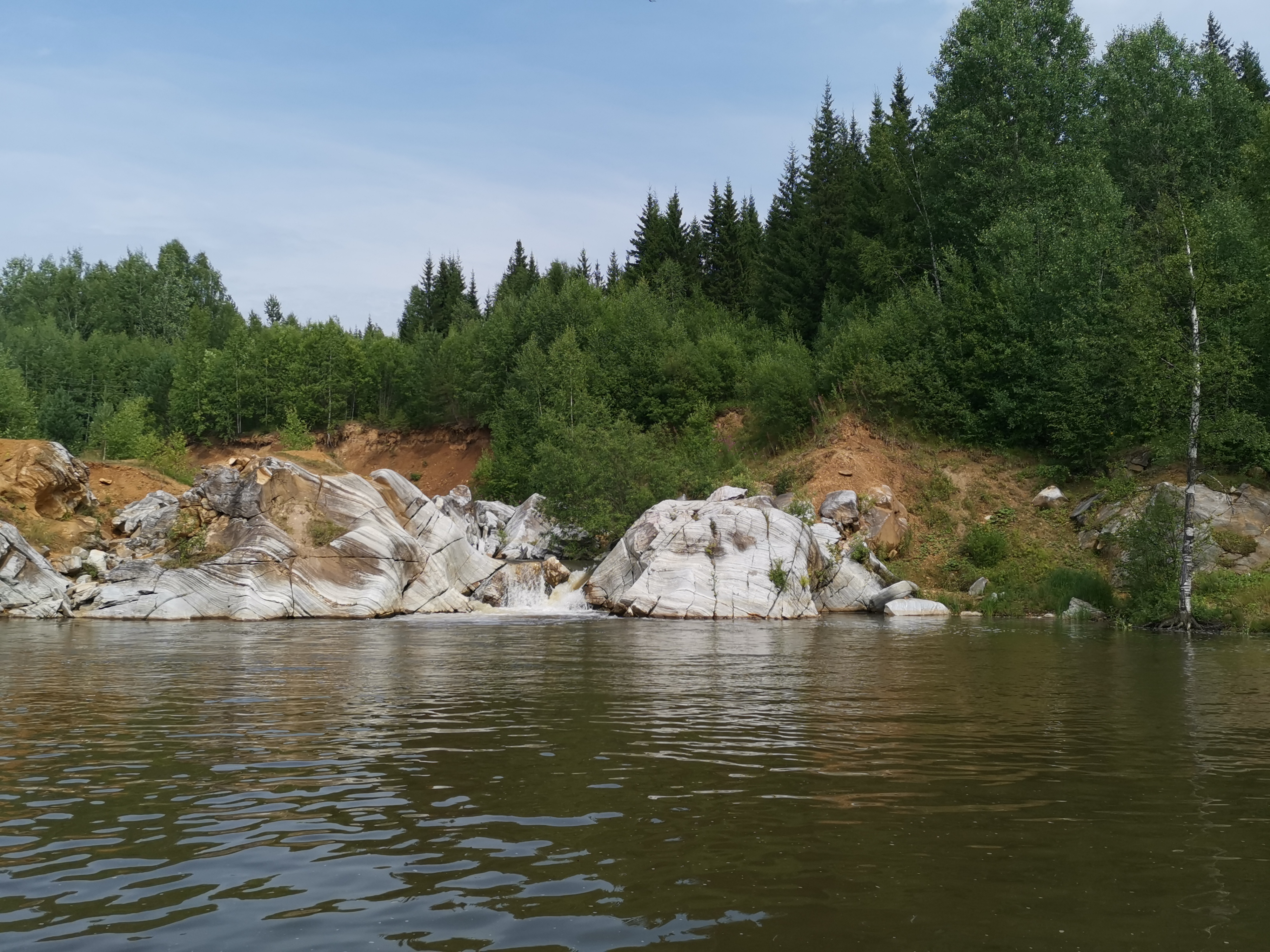
Водопад на реке Серебрянке неподалёку от посёлка

- Стела-памятник на границе Европы и Азии в окрестности посёлка;
- Полуразрушенное здание храма Иоанна Предтечи с одноглавой деревянной часовней в посёлке, возле реки Баранча;
- Природа и интересные места:
  - Скала Каменная Лодка в лесной глуши, ближе к деревне Кедровке;
  - Останки старой Демидовской плотины на речке Серебрянке (порог Горный).

## Население
В начале XX века в селе стояло 138 дворов и жило больше 500 человек.
| 2002 | 2010 |
| ---- | ---- |
| 130  | ↘75  |